# Joan Cusack
Joan Mary Cusack (IPA: ˈkjuːsæk;  New York, 1962. október 11. –) Primetime Emmy-díjas amerikai színész, szinkronszínész és humorista. Ann és John Cusack nővére.
A Dolgozó lány (1988) és A boldogító nem (1997) című filmekkel legjobb női mellékszereplőként Oscar-díjra jelölték. Egyéb, fontosabb filmjei közé tartozik az Addams Family 2. (1992), az Oltári nő (1999), a Rocksuli (2003), a Jéghercegnő (2005) és az Egy boltkóros naplója (2009). A Toy Story-filmekben 1999 óta Jessie hangját kölcsönzi.
1985-től 1986-ig a Saturday Night Live szkeccsműsor tagja volt. Ő alakította továbbá Sheila Jacksont a Shameless – Szégyentelenek (2011–2021) című vígjáték-drámasorozatban. A szereppel öt egymást követő évben jelölték Primetime Emmy-díjra, 2015-ben át is vehette azt.

## Életpályája
1962. október 11-én született New Yorkban, és az illinois-i Evanstonban nőtt fel. Anyja matematika tanár és politikai aktivista. Apja Dick Cusack (1925–2003) színész és filmrendező volt, és négyből két testvére, Ann és John szintén színészek. Családja ír-amerikai származású, és katolikus vallásúak. A University of Wisconsin–Madison öregdiákja.
1996-ban házasodott össze Richard Burke-kel, az Envoy Global, Inc. elnökével és vezérigazgatójával. Két gyerekük van, Dylan és Miles.
2011 óta ajándékboltot is üzemeltet a chicagói Old Town-ban, "Judy Maxwell Home" néven. A bolt a nevét Barbra Streisand karakteréről kapta, az 1972-es What's Up, Doc? című filmből.

## Filmográfia

### Film
| Év                           | Magyar cím                                         | Eredeti cím                              | Szerep                              | Magyar hang        |
| ---------------------------- | -------------------------------------------------- | ---------------------------------------- | ----------------------------------- | ------------------ |
| 1980                         |                                                    | Cutting Loose                            | ismeretlen szerep                   |                    |
| 1980                         |                                                    | My Bodyguard                             | Shelley                             |                    |
| 1983                         | Klassz (Én és a te anyád)                          | Class                                    | Julia                               |                    |
| 1984                         | Tizenhat szál gyertya                              | Sixteen Candles                          | geek lány                           |                    |
| 1984                         |                                                    | Grandview, U.S.A.                        | Mary Maine                          |                    |
| 1987                         | Pasik, csajok, fiesta                              | The Allnighter                           | Gina                                |                    |
| 1987                         | A híradó sztárjai                                  | Broadcast News                           | Blair Litton                        | Pregitzer Fruzsina |
| 1988                         | Csillagos lobogó                                   | Stars and Bars                           | Irene Stein                         | Orosz Anna         |
| 1988                         | Keresztanya                                        | Married to the Mob                       | Rose                                |                    |
| 1988                         | Dolgozó lány                                       | Working Girl                             | Cyn                                 | Kováts Adél        |
| 1989                         | Mondhatsz akármit                                  | Say Anything...                          | Constance Dobler                    | Náray Erika        |
| 1990                         | A nő nem felejt                                    | Men Don't Leave                          | Jody                                |                    |
| 1990                         | Az én kék egem                                     | My Blue Heaven                           | Hannah Stubs                        | Herczeg Csilla     |
| 1991                         |                                                    | The Cabinet of Dr. Ramirez               | Cathy                               |                    |
| 1992                         | Mondvacsinált hős                                  | Hero                                     | Evelyn Laplante                     | Csere Ágnes        |
| 1992                         | Játékszerek                                        | Toys                                     | Alsatia Zevo                        | Matolcsi Marianna  |
| 1993                         | Addams Family 2. – Egy kicsivel galádabb a család  | Addams Family Values                     | Debbie Jellinsky                    | Vándor Éva         |
| 1994                         | Corrina, Corrina                                   | Corrina, Corrina                         | Jonesy                              |                    |
| 1995                         | Áldatlan állapotban                                | Nine Months                              | Gail Dwyer                          | Vándor Éva         |
| 1995                         | Hárman párban                                      | Two Much                                 | Gloria                              | Tóth Enikő         |
| 1996                         | Szép szőke herceg                                  | Mr. Wrong                                | Inga Gunther                        | Radó Denise        |
| 1997                         | Otthon, véres otthon                               | Grosse Pointe Blank                      | Marcella Mayes                      | Spilák Klára       |
| 1997                         | Szemünk fénye akció                                | A Smile Like Yours                       | Nancy Tellen                        | Kiss Erika         |
| 1997                         | A boldogító nem                                    | In & Out                                 | Emily Montgomery                    | Vándor Éva         |
| 1999                         | A szomszéd                                         | Arlington Road                           | Cheryl Lang                         | Kocsis Mariann     |
| 1999                         | Broadway 39. utca                                  | Cradle Will Rock                         | Hazel Huffman                       | Ősi Ildikó         |
| 1999                         | Oltári nő                                          | Runaway Bride                            | Peggy Flemming                      | Vándor Éva         |
| 1999                         | Toy Story – Játékháború 2.                         | Toy Story 2                              | Jessie (hangja)                     | Zsigmond Tamara    |
| 2000                         | Pop, csajok satöbbi                                | High Fidelity                            | Liz                                 | Csere Ágnes        |
| 2000                         | Ahol a szív lakik                                  | Where the Heart Is                       | Ruth Meyers                         |                    |
| 2002                         | Brekiék karácsonya                                 | It's a Very Merry Muppet Christmas Movie | Rachel Bitterman                    |                    |
| 2003                         | Rocksuli                                           | School of Rock                           | Rosalie Mullins                     | Für Anikó          |
| 2003                         | Bolondos dallamok – Újra bevetésen                 | Looney Tunes: Back in Action             | anya                                | Vándor Éva         |
| 2004                         | Kisanyám – Avagy mostantól minden más              | Raising Helen                            | Jenny Portman                       | Kovács Nóra        |
| 2004                         | Az utolsó jelenet                                  | The Last Shot                            | Fanny Nash                          | Spilák Klára       |
| 2005                         | Jéghercegnő                                        | Ice Princess                             | Joan Carlyle                        | Vándor Éva         |
| 2005                         | Csodacsibe                                         | Chicken Little                           | Tőkés Ruci (hangja)                 | Janza Kata         |
| 2006                         | Jóbarátnők                                         | Friends with Money                       | Franny                              | Vándor Éva         |
| 2007                         | Fiú a Marsról                                      | Martian Child                            | Liz Gordon                          | Spilák Klára       |
| 2008                         | Jó üzlet a háború                                  | War, Inc.                                | Marsha Dillon                       | Vándor Éva         |
| 2008                         | Kit Kittredge                                      | Kit Kittredge: An American Girl          | Miss Lucinda Bond                   |                    |
| 2009                         | Egy boltkóros naplója                              | Confessions of a Shopaholic              | Jane Bloomwood                      | Vándor Éva         |
| 2009                         | A nővérem húga                                     | My Sister's Keeper                       | De Salvo bírónő                     | Agócs Judit        |
| 2010                         | Toy Story 3.                                       | Toy Story 3                              | Jessie (hangja)                     | Zsigmond Tamara    |
| 2011                         | Megint Pirosszka! – Ellenrossz a rossz ellen       | Hoodwinked Too! Hood vs. Evil            | Verushka (hangja)                   |                    |
| 2011                         | Anyát a Marsra                                     | Mars Needs Moms                          | Milo anyja (hang és motion capture) | Spilák Klára       |
| 2011                         | Hawaii vakáció (rövidfilm)                         | Hawaiian Vacation                        | Jessie (hangja)                     |                    |
| 2011                         | A kis krumpli (rövidfilm)                          | Small Fry                                | Jessie (hangja)                     | Zsigmond Tamara    |
| 2011                         | Karácsony Artúr                                    | Arthur Christmas                         | manó (hangja)                       |                    |
| 2012                         | Partysaurus Rex (rövidfilm)                        | Partysaurus Rex                          | Jessie (hangja)                     |                    |
| Egy különc srác feljegyzései | The Perks of Being a Wallflower                    | Dr. Burton                               | Agócs Judit                         |                    |
| 2014                         | Üdv a világomban!                                  | Welcome to Me                            | Dawn Hurley                         | Madarász Éva       |
| 2015                         | A turné vége                                       | The End of the Tour                      | Patty Gunderson                     | Farkasinszky Edit  |
| 2015                         |                                                    | Freaks of Nature                         | Peg Parker                          |                    |
| 2016                         | Popsztár: Soha ne állj le (a soha le nem állással) | Popstar: Never Stop Never Stopping       | Tilly Friel                         | Für Anikó          |
| 2017                         | Ó, anyám!                                          | Snatched                                 | Barb                                | nem szólal meg     |
| 2017                         | Csillogó álmom                                     | Unicorn Store                            | Gladys                              |                    |
| 2018                         | Instant család                                     | Instant Family                           | Mrs. Howard                         | Spilák Klára       |
| 2019                         | Toy Story 4.                                       | Toy Story 4                              | Jessie (hangja)                     | Zsigmond Tamara    |
| 2019                         | Behavazva                                          | Let It Snow                              | alufóliás nő                        | Csere Ágnes        |
| 2019                         | Klaus – A karácsony titkos története               | Klaus                                    | Mrs. Krum (hangja)                  |                    |

### Televízió
| Év        | Magyar cím                               | Eredeti cím                       | Szerep                  | Megjegyzések                    |
| --------- | ---------------------------------------- | --------------------------------- | ----------------------- | ------------------------------- |
| 1985–1986 | Saturday Night Live                      | Saturday Night Live               | több szereplő           | 11. évad (17 epizód)            |
| 2000      | 72. Oscar-gála                           | 72nd Academy Awards               | Jessie (hangja)         | különkiadás                     |
| 2001–2002 |                                          | What About Joan?                  | Joan Gallagher          | főszereplő                      |
| 2004–2011 |                                          | Peep and the Big Wide World       | narrátor (hangja)       | főszereplő                      |
| 2010      | Esküdt ellenségek: Különleges ügyosztály | Law & Order: Special Victims Unit | Pamela Burton           | 1 epizód                        |
| 2011–2015 | Shameless – Szégyentelenek               | Shameless                         | Sheila Jackson          | visszatérő szereplő (1-5. évad) |
| 2011      | Phineas és Ferb                          | Phineas and Ferb                  | Glenda Wilkins (hangja) | 1 epizód                        |
| 2013      | Office                                   | The Office                        | Erin biológiai anyja    | 1 epizód                        |
| 2013      | Toy Story – Terror!                      | Toy Story of Terror!              | Jessie (hangja)         | különkiadás                     |
| 2014      | Toy Story – Elfeledett világ             | Toy Story That Time Forgot        | Jessie (hangja)         | különkiadás                     |
| 2016–2019 |                                          | The Stinky & Dirty Show           | Red (hangja)            | 8 epizód                        |
| 2017–2019 | A balszerencse áradása                   | A Series of Unfortunate Events    | Justice Strauss         | 4 epizód                        |
| 2017      |                                          | The Christmas Train               | Agnes                   | tévéfilm                        |
| 2020      |                                          | Homecoming                        | Francine Bunda          | 3 epizód                        |